# Ikesjaure
Ikesjaure is een meer in Zweden, in het landschap Lapland. Het meer ligt in de gezamenlijke bergrug van Noorwegen en Zweden. Die ligt op een hoogte van 750 meter. De volgende bergen zijn rondom het meer zijn te zien: Årjep Saulo, Näjddatjåhkkå en Stuor-Jervis. De Seldutjåhkå, het begin van de rivier de Skellefte, komt uit het Ikesjaure.
Het ligt 140 km ten westen van de plaats Arjeplog, alhoewel het wel binnen de gemeente Arjeplog ligt.